# Arcadio Boyer
Arcadio Boyer Ramírez (Máncora, 3 de febrero de 1945) es un pintor peruano. 

## Biografía
Sus primeros años los pasó en “Los Órganos”, una ensenada ubicada 15 k al N.E de Cabo Blanco, conocida por su exuberante paisaje marino. Realizó sus primeros estudios de dibujo y pintura en la Escuela Regional de Bellas Artes “Ignacio Merino de Piura”. Luego se traslada a Lima y estudia en la Escuela Nacional de Bellas Artes donde bajo la dirección del maestro Alberto Dávila alcanza la licenciatura en 1974 consiguiendo por su trabajo académico el Premio Nacional “Enrique Camino Brent” distinción correspondiente al segundo puesto de la promoción.

## Exposiciones
- 1999: Exposición Individual Galería La Quinta, Lima - Perú.

- 2001: Exposición Individual "Homenaje a Piura", Salón A del Icpna de Miraflores, Lima - Perú.

- 2002: "Colección de Arte Peruano Contemporáneo", Sala de Exposiciones del Colegio Médico de Madrid - España.

- 2005: Exposición Colectiva "Colores del Perú" Praga - República Checa.

- 2006: Exposición Individual "Scenes uit Latijns Amerika" -Holanda.

- 2009: Exposición Individual Galería de Arte Skimo Madrid -España.

## Comentarios sobre su obra
"... Referirse a Arcadio Boyer, es acercarse a la intimidad de la tierra norteña, nos muestra emocionado la figura y el paisaje de su tierra natal, con algarrobos y algodonales, con sus chinas ceramistas frecuentando las cercanias del mar y la agitación de peces entre redes y botes. Las escenas de la vida y el trabajo cobran un hermoso patetismo en su propio color, con la utilización de una particular anatomial...".
Óscar Allain, Pintor, Presidente de la ASPAP - Perúazul

"... Boyer expresa con gusto momentos palpitantes de la vida, resaltando la espiritualidad del hombre y de los objetos...".
Carlo Gianazzi, Comentario en La Voce di Castagnola - Italiacolor

"... La gran habilidad del pintor peruano en mostrarnos seres que están presentes como auténticos protagonistas de la obra, y transformados con brutalidad en verdaderos y potentes titanes propios de un paisaje inventado, es esclarecedora. Seres, que una mirada más atenta dictamina que son formas, geometrías que están cerca de la abstracción.

Una abstracción que surge de su interior, que se nutre de ciertas complicidades con el exterior, que se expresa con la determinación de quien está decidido a ser condescendiente con un mundo de interferencias que nunca se concretan
...".
Joan Lluis Montané, Arcadio Boyer, alusiones - Españacolor